# Madygen-Formation
Die Madygen-Formation (auch Madygen Svita) bezeichnet eine lithostratigraphische Einheit, das heißt eine Abfolge von Sedimentgesteinen, deren Bildung zeitlich, räumlich und von den Umweltbedingungen her im Zusammenhang steht. Die Sedimente der Madygen-Formation kamen während der mittleren oder späten Trias in einem See oder mehreren Seen und auf einer angrenzenden Überflutungsebene zur Ablagerung und sind heute in mehreren voneinander getrennten Gebieten im Südwesten Kirgisistans aufgeschlossen.

## Geschichte der Entdeckung und Erforschung
Die Madygen-Formation wurde erstmals von Kochnev (1934) als eigene Gesteinseinheit abgegrenzt und nach dem im Ausstrichgebiet gelegenen Dorf Madygen benannt. Während die meisten Bearbeiter ein triaszeitliches Alter annahmen, wies Sixtel (1960) aufgrund von Pflanzenfossilien der Abfolge ein permisches Alter zu. Inna Dobruskina (1970, 1995) hingegen interpretierte die Flora als mittel- bis spättriassisch (ca. 230- 220 Millionen Jahre alt), was dem mutmaßlichen Evolutionsniveau der Insektenfauna entspricht (siehe Shcherbakov 2008).

## Fossillagerstätte für fossile Insekten
Seit der Erforschung durch Moskauer Paläontologen in den 1960er Jahren unter Leitung von Alexander Sharov wurde Madygen als Fossillagerstätte für Insekten bekannt, deren Flügel und Körperumrisse fossil erhalten sind. Manche Flügel zeigen ein Farbmuster, das offenbar die ursprüngliche Farbgebung widerspiegelt. Die ältesten Belege für Hautflügler stammen aus der Madygen-Formation, die ebenfalls einige der ältesten Zweiflügler-Fossilien hervorgebracht hat (Shcherbakov 2008).